# Wally Gold
Wally Gold (New York, 15 maggio 1928 – Los Angeles, 7 giugno 1998) è stato un produttore discografico, cantante, chitarrista e compositore statunitense.

## Carriera
Gold si esibì per la prima volta come sassofonista nella band della Marina degli Stati Uniti, durante la seconda guerra mondiale. Dopo essere tornato dal Giappone, ha iniziato il college alla Boston University dove ha formato il gruppo di canto The Four Esquires. Gold andò in tour anche con la sua band The Four Esquires negli anni 1960 e realizzò due singoli di successo, Love Me Forever e Hideaway; con questo gruppo apparve anche su programmi televisivi come The Patty Page Show e The Ed Sullivan Show.
Nel 1960, Gold collaborò con Aaron Schroeder con il quale scrisse due hit numero 1 di Elvis Presley: "It's Now or Never (1960) e Good Luck Charm (1962). Durante questo periodo, Gold ha anche co-scritto il successo numero 1 di Lesley Gore "It's My Party". Le canzoni di Gold sono state registrate da decine di artisti, tra cui "Why They're Young" di Duane Eddy che ha raggiunto la posizione numero 4, Half Heaven-Half Heartache.  Verso la metà degli anni Sessanta, Gold fu assunto come produttore discografico per la Columbia Records, dove produsse album per Tony Bennett e Jerry Vale, e l'album del 1969 di Barbra Streisand What About Today?.
Negli anni '70, Gold si trasferì a lavorare come vicepresidente per la Kirschner Records, 
dove scoprì e produsse la rock band Kansas.

## Discografia (parziale)

### Musicista

#### Con i Four Esquires
- Summer Vacation, 1956
- Adorable, 1957
- My Heart Belong to Only You, 1969
- Love Me Forever, 2012

### Produttore
Kansas
- 1974 Kansas

Nat King Cole
- Midnight Flyer, 1959

Pat Boone
- Sings 'Twixt Twelve And Twenty, 1959

Chico Holiday
- I Believe, I Believe, 1959

Cliff Richard
- I Cannot Find a True Love, 1961

Gene Pitney
- Only Love Can Breathe a Heart, 1962
- Going Up, 1963

Kansas
- Kansas, 1974
- Masque, 1974